# Бадијакија А Монтемуро
Бадијакија А Монтемуро (итал. Badiaccia A Montemuro) је насеље у Италији у округу Сијена, региону Тоскана.
Према процени из 2011. у насељу је живело 26 становника. Насеље се налази на надморској висини од 701 м.